# Tragedija skupnega
Tragedíja skúpnega je dilema, ki nastane če ima več oseb dostop do skupne dobrine, pri tem pa pravila uporabe ne omejujejo njihovih osebnih interesov dovolj, da bi preprečila pretirano izrabo skupnega dobrega. Pretirana raba lahko pripelje do uničenja skupnega dobrega, kar ne bo v nikogaršnjem interesu. Primer je neomejen lov na divje živali. Pretirano plenjenje posamezne vrste divjadi zmanjša stalež pod še vzdržno mejo, ki bi bila za vse najugodnejša, ali celo ogrozi obstoj vrste.

## Hardinova analiza in njena kritika
V sodobni družboslovni teoriji je dilemo prvi podrobneje proučil Garrett Hardin v članku, objavljenem leta 1968 
Hardin je v citiranem zelo odmevnem članku analiziral primer srednjeveške skupne zemljiške lastnine. Skupni pašniki so bili brez omejitev na razpolago vsem. Če je kdo pridobil še eno glavo živine, je njegova korist narasla, skupno dobro pa je bilo bolj obremenjeno. Končna posledica je bilo osiromašenje ali celo uničenje pašnikov. Ena izmed rešitev  dileme, ki so jo uporabili v Angliji, je privatizacija zemlje, kar so opravili v  več korakih od 12. stoletja do sredine 19. stoletja z »Zakoni o ograditvi« (Inclosure Acts). Zakonodajalec je z več kot 5.000 različnimi odločitvami dodelil v zasebno last okoli 21% površine Anglije.
Kritika Hardinovega članka, ki ga večinoma tolmačijo kot zagovor privatizacije, obsega ugotovitev, da zasebna lastnina lahko privede do drugega neželjenega učinka: premajhne izrabe skupnega dobra.

## Možnost neprisiljenih dogovorov o rabi skupnega dobra
Ena možnost za razrešitev dileme skupnega dobra so dogovori o omejevanju rabe. Avtonomni dogovor znotraj neke skupnosti je možen, če je skupnost majhna in dobro povezana. Psiholog Dennis Fox je na osnovi ugotovitve, da je neprisiljeno (!) sodelovanje verjetnejše v manjših skupinah, skušal ugotoviti največjo množico posameznikov, pri kateri je tako sodelovanje še možno. Največje število posameznikov v taki skupnosti sedaj imenujejo  "Dunbarovo število". V članku iz leta 1985 , ocenjuje, da »je zgornja meja preproste, samodejne, dobro delujoče skupnosti morda omejena navzgor na največ 150 ljudi«.

## Zasebna lastnina in suverena oblast kot rešitvi dileme
Dilemo skupnega na svoj način rešuje centralna oblast, ki določi pravila uporabe. V skrajnem primeru gre za suvereno oblast vladarja nad vsemi dobrinami, razen tistih, za katere je dovoljena zasebna lastnina.

## Sodobni problemi skupnega
Dilemo skupnega oživljajo okoljski problemi globalnih dimenzij, na primer pretiran kitolov, čezmejno onesnaženje zraka, globalne klimatske spremembe. Rešitve za te dileme človeštvo išče z mednarodnimi pogajanji.

## Matrika dilem
|                             | Zasebna lastnina     | Skupna lastnina ali odsotnost lastninske pravice |
| --------------------------- | -------------------- | ------------------------------------------------ |
| Slabi rezultati (tragedija) | Tragedija neskupnega | Tragedija skupnega                               |
| Dobri rezultati (obilje)    | osrednja rešitev     | Prednosti skupnega                               |

Tragedija neskupnega se nanaša na nezadostno uporabo zaradi ovir zasebne lastnine. Primer so na primer patenti, med drugim na področju zdravstva (zdravil). Prilagoditev patentov na zdravila bi lahko večkratno povečala učinek izuma, če bi bile ustrezno rešene materialne pravice razvijalcev; celo v korist le-teh.
Prednosti skupnega dokazujejo primeri, kot je Wikipedija, Linux in drugi primeri odprte kode, ki izpričujejo možnost konstruktivnega sodelovanja mnogih, ki so pripravljeni veliko prispevati za skupno dobro. (Tu ne upoštevamo prisile kot možnosti za izrabo skupnega dobrega, kar je vprašanje prednosti oblasti nad anarhijo.)